# 빌리 진 킹 컵의 구조
빌리 진 킹 컵 테니스 대회는 여러 개의 그룹으로 구성되어 있으며, 참가 팀들의 성적에 따라 상위 그룹으로 격상되거나 하위로 격하되는 경쟁 방식을 취하고 있다.
최상위 그룹은 월드 그룹 I이며, 녹아웃 토너먼트 방식으로 운영된다. 그 밑에 월드 그룹 II가 있고, 다시 그 밑에 각 지역 그룹이 있다. 지역 그룹은 아메리카 지역, 유럽/아프리카 지역, 그리고 아시아/오세아니아 지역으로 나뉘어 있다. 월드 그룹 II에 속한 팀들은 한 번의 경기만을 가지며, 여기서 승리한 팀들이 "월드 그룹 | 플레이오프에서 월드 그룹 I 1회전의 패전팀들과 경기하게 된다. 이 경기의 패전팀들은 지역 그룹의 최종 우승 팀과 겨루어 월드 그룹 II 플레이오프의 월드 그룹 II 잔류 여부를 결정짓게 된다.
각 지역 그룹은 다시 세부 그룹으로 나뉘는데, 유럽/아프리카 지역은 3개 그룹으로 나뉘며 나머지 지역은 2개 그룹으로 나뉜다. 모든 지역 그룹은 라운드 로빈 방식으로 경기를 치르게 된다. 매년 유럽/아프리카 지역의 상위 2개 팀과 아메리카 및 아시아/오세아니아 지역의 1위 팀이 월드 그룹 II의 패전팀들과 월드 그룹 II 플레이오프를 갖는다. 그룹 2와 그룹 3의 승리팀이 상위 그룹으로 올라가게 되고 패전팀은 하위 그룹으로 격하된다.(이미 최하 그룹에 속해 있는 경우는 제외) 매년 하위 그룹들 사이에서 두 개 팀이 올라가고 두 개 팀이 떨어지게 되는 것이 일반적이다

## 현재 구조
아래는 2005년부터 적용되어 오고 있는 구조이다.
| 등급 | 그룹명 | 그룹명                           | 그룹명                              |
| 1    | 월드 그룹 I 8개국 | 월드 그룹 I 8개국                | 월드 그룹 I 8개국                   |
|      | 월드 그룹 I 플레이오프 월드 그룹 I 4개국 + 월드 그룹 II 4개국                                                                                |                                  |                                     |
| 2    | 월드 그룹 II 8개국 | 월드 그룹 II 8개국               | 월드 그룹 II 8개국                  |
|      | 월드 그룹 II 플레이오프 월드 그룹 II 4개국 + 1개 유럽/아프리카 지역의 2개국 + 1개 아메리카 지역의 1개국 + 1개 아시아/오세아니아 지역의 1개국 |                                  |                                     |
| 3    | 그룹 1 아메리카 지역 6개국 | 그룹 1 유럽/아프리카 지역 15개국 | 그룹 1 아시아/오세아니아 지역 8개국 |
| 4    | 그룹 2 아메리카 지역 12개국 | 그룹 2 유럽/아프리카 지역 7개국  | 그룹 2 아시아/오세아니아 지역 4개국 |
| 5    | | 그룹 3 유럽/아프리카 지역 15개국 |                                     |

## 같이 보기
- 페드 컵
- 데이비스 컵의 구조
- 리그 (스포츠)